# Carl Ewald
Carl Ewald (Bredelykke bij Gram, 15 oktober 1856 - Charlottenlund, 23 februari 1908) was een Deens auteur, journalist en vertaler.
Hij schreef hedendaagse romans, historische romans, toneelstukken en sprookjes. Veel van zijn werken waren satirisch van aard. Daarnaast was hij werkzaam als journalist voor de Deense kranten København en Politiken onder het pseudoniem 'Meneer Hansen'. Als vertaler vertaalde Ewald enkele sprookjes van de Gebroeders Grimm.
Zijn oeuvre wordt gezien als één van de meest omvangrijke en veelzijdigste in de moderne Deense literatuur.

## Levensloop
Ewald werd geboren op 15 oktober 1856 in Bredelykke bij Gram in Hertogdom Sleeswijk. Hij was de zoon van Deense auteur Herman Frederik Ewald en Julie Caroline Oest.
In 1864 werd Hertogdom Sleeswijk onderdeel van het huidige Duitsland waarna het gezin Ewald naar Kopenhagen verhuisde. Vanaf 1874 studeerde Ewald aan het Frederiksborg Gymnasium, maar hij kon zijn opleiding wegens ziekte niet afronden.

### Huwelijken en kinderen
Hij vond na zijn studie werk als leraar en was tussen 1880 en 1883 werkzaam als rector in Kopenhagen. Op 15 oktober 1880 trouwde hij met Emilie Salomon (1850-1931) in Slagslunde. Met haar kreeg hij twee dochters: Ellen Ewald (1881-1907) en Karen Ewald (1885-1954). Karen werd net als haar vader auteur.

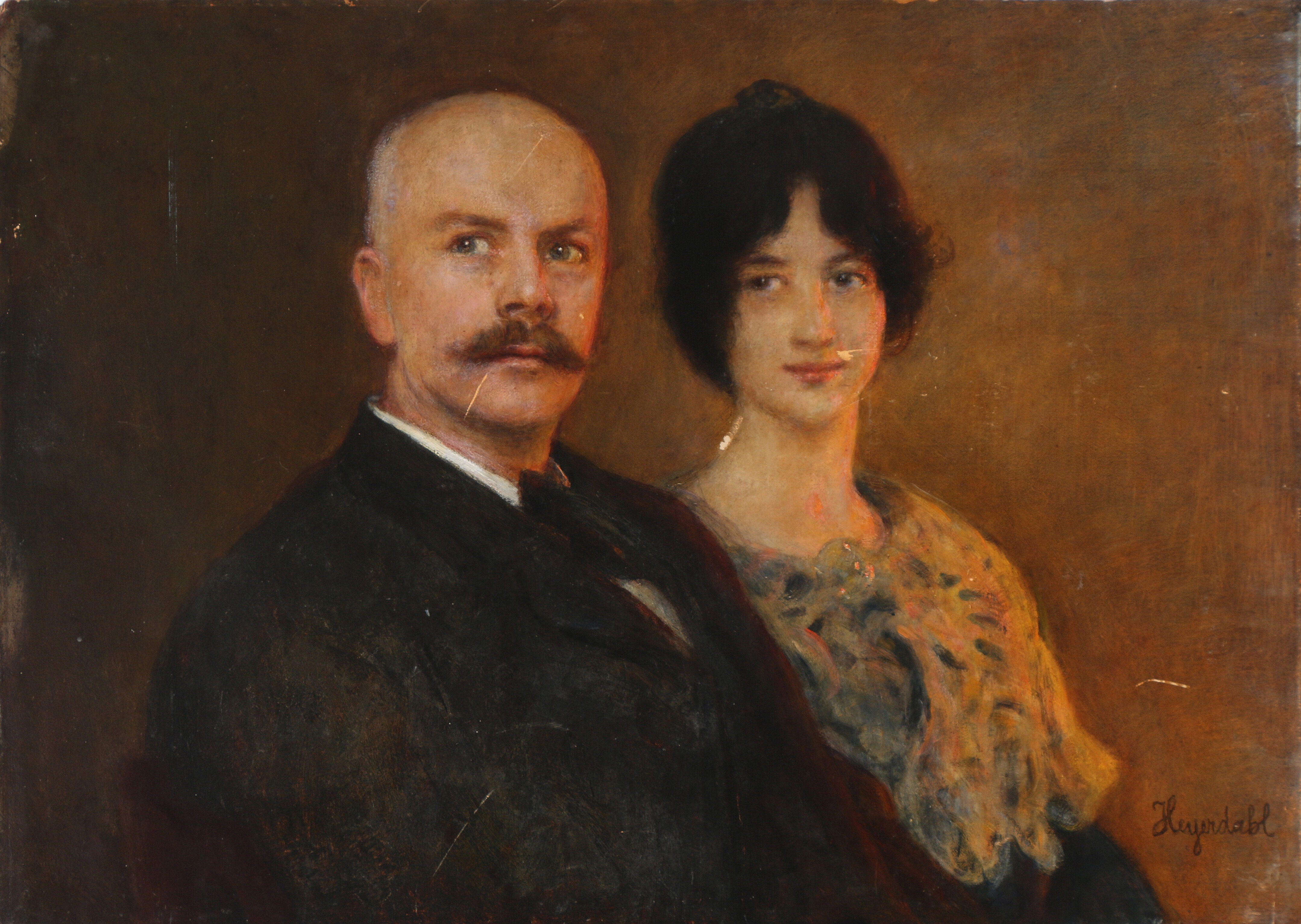
Dubbelportret van Carl Ewald en zijn dochter Karen Ewald. (Hans Heyerdahl, 1904)

Nadat zijn eerste huwelijk eindigde in een scheiding, trouwde Ewald op 22 december 1887 voor de tweede keer, dit maal met Betty Ponsaing (1859–1943). Ewald had Ponsaing leren kennen op de school waar hij leraar was. Op dat moment was Ewald nog getrouwd met Salomon.
Ewald en Ponsaing hadden een open relatie waarbij Ewald meerdere minnaressen had. Over hun relatie zei Poinsaing: "Toen we trouwden, zei [Carl Ewald] tegen mij: 'Ik wil je niet beloven dat ik nooit van iemand anders zal houden dan van jou, want dat kan ik niet houden. Maar ik kan je beloven dat ik je nooit zal verlaten, dat ik ons huis nooit zal ontbinden.'" Samen kregen zij drie kinderen: Lissen (1890-1957), Jesper (1893-1969) en Grete Ewald (1896-1970). Hun zoon Jesper werd later kinderboekenauteur en vertaler.

### Literair en journalistiek werk

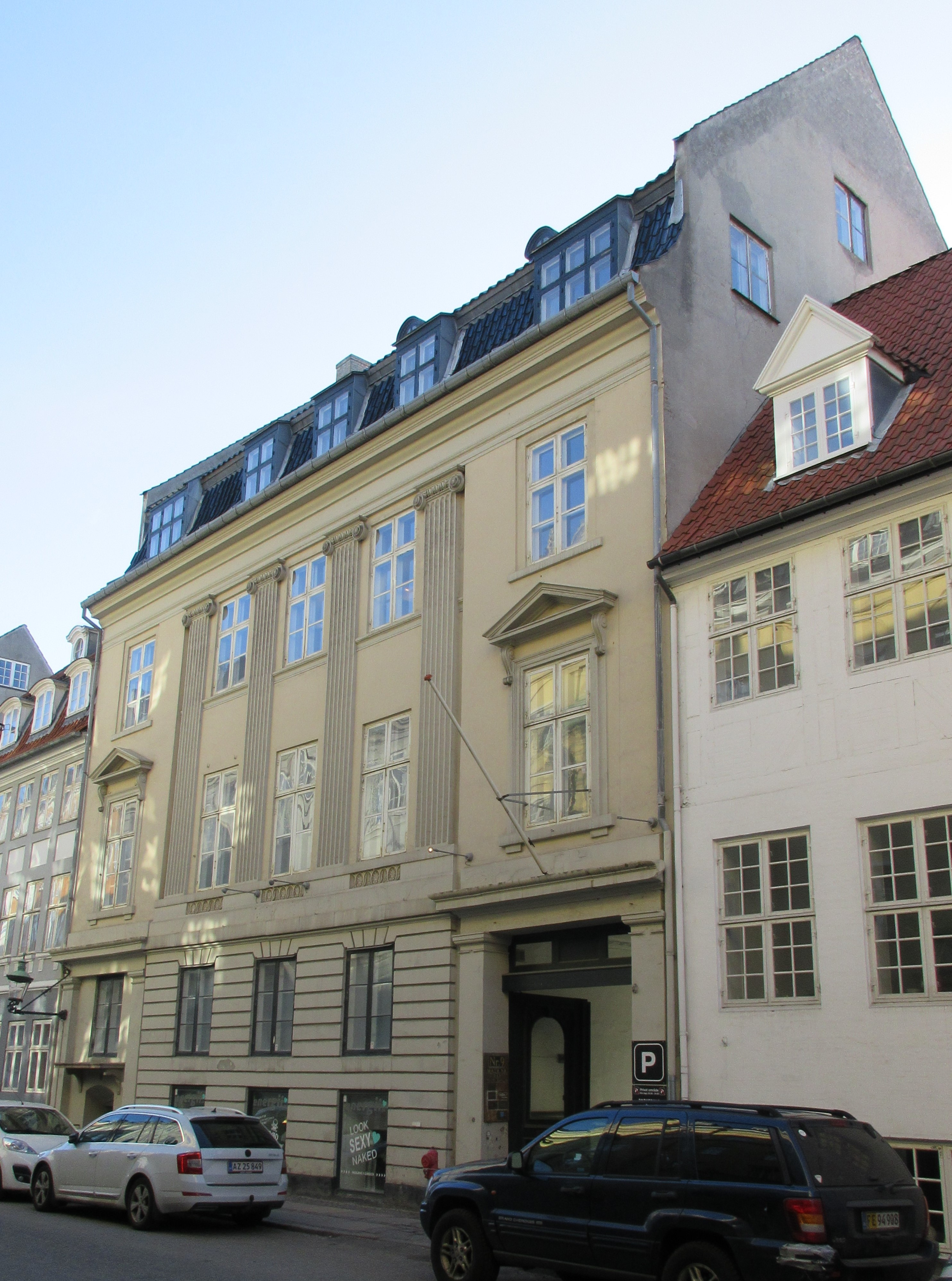
Ny Kongensgade 9, Kopenhagen, waar het gezin Ewald woonde.

In 1882 besloot Ewald te richten op journalistiek en het schrijven van romans. In 1882 publiceerde hij zijn eerste sprookjesboek genaamd Smaa Fortællinger ("Kleine vertellingen").
Tussen 1883 en 1896 publiceerde Ewald enkele romans, waaronder Regel eller Undtagelse ("Regel of uitzondering"), En Udvej ("Een uitweg"), Lindegrenen ("De Lindetak"), Fru Johanne ("Mevrouw Johanne"), Den gamle Stue ("De oude woonkamer"), Cordts Søn ("Zoon van Cordt") en Børnekorstoget ("De kinderkruistocht"). In 1897 ontving hij de beurs Det Anckerske Legat.
Rond de eeuwwisseling was Ewald werkzaam voor dagblad Politiken. In dezelfde periode schreef hij enkele korte verhalen voor de progressieve krant København. Hij schreef deze stukken onder het pseudoniem Meneer Hansen.
Op de redactie van København had Ewald de getrouwde auteur Agnes Henningsen leren kennen. In 1894 werd Poul Henningsen geboren uit een affaire die Ewald had met Henningsen. Nadat Henningsen en haar echtgenoot in 1895 uit elkaar waren gegaan, trok zij samen met hun zoon Poul tijdelijk in bij het gezin Ewald in hun appartement aan de Ny Kongensgade. Ewalds vrouw Betty was werkzaam als lerares en haar collega's Inger Johanne Riise en Augusta Formann woonden tevens bij het gezin in. In deze periode schreef Ewald zijn eerste toneelstuk Canta dat op 19 januari 1902 in Det kongelige Teater (het Koninklijk Theater) in première ging. De muziek in het toneelstuk werd gecomponeerd door de Deense componist en violist Fini Henriques.
In 1903 verhuisde het gezin Ewald van Villa Ventegodt in Nørrebro naar Lundeborg op het Deense eiland Funen. Dochter Ellen Ewald uit het eerste huwelijk van Ewald kwam regelmatig op bezoek bij het gezin, maar woonde in bij haar moeder Emilie Salomon. In het boek Carl Ewald og hans kone beschrijft Lissen Ewald dat Karen de favoriete dochter was van Carl Ewald. Zij werkten regelmatig samen aan boeken, waarbij Carl dicteerde en Karen schreef. Na anderhalf jaar keerde het gezin terug naar Charlottenlund bij Kopenhagen.

### Overlijden
De laatste anderhalf jaar van Ewalds leven was hij ziek, maar zijn werkzaamheden verminderden niet. In maart 1906 ging zijn tweede, en laatste, theaterstuk Gerhard Ramm in première in het Folketeatret (Volkstheater). Datzelfde jaar werden ook de werken Jens Hvas en Eventyrskrinet ("De avonturenkist") gepubliceerd. Van 1906 tot zijn dood in 1908 werkte hij aan Danske Dronninger uden Krone.
Ewalds zoon Lissen schreef dat zijn vader op zijn laatste dag nog plannen maakte voor de komende lente en zomer. Ewald overleed op 23 februari 1908 in Charlottenlund. Hij werd begraven in Gentofte.

## Literair werk
Ewald schreef hedendaagse romans, historische romans, toneelstukken en sprookjes. Veel van zijn werken waren satirisch van aard. Zijn werk voor dagbladen was een combinatie van korte verhalen en journalistiek.
In tegenstelling tot zijn vader, die hoofdzakelijk conservatieve werken met een christelijke inslag schreef, hadden de werken van Ewald zeer liberale opvattingen. Belangrijke thema's in zijn werken waren onder meer genderrollen en opvoeding. Met zijn werk trachtte Ewald vooroordelen te doorbreken. Zijn werk valt binnen de stroming van De Moderne Doorbraak (Det moderne gennembrud).
Zijn sprookjesboeken voor kinderen waren educatief, maar waren tegelijkertijd bedoeld om de verbeelding aan te spreken. De sprookjes van de gebroeders Grimm vertaalde hij van het Duits naar het Deens en gaf bij de vertalingen een eigen draai aan het verhaal.

### Werken over Ewald
Ewald komt uitgebreid aan bod in de memoires van Agnes Henningsen. Ook de boeken Carl Ewald og hans kone (1946), geschreven door Lissen Ewald en Breve fra en barndom (1954) geschreven door Jesper Ewald beschrijven het leven van Carl Ewald.

## Werken (selectie)
Literatuur
- Regel eller Undtagelse (1883)
- En Udvej (1884)
- Lindegrenen (1886)
- Fru Johanne (1892)
- Den gamle Stue (1895)
- Cordts Søn (1896)
- Børnekorstoget (1896)
- Makra (1897)
- James Singletons store Udenlandsrejse (1897)
- James Singletons Glæde over Danmark (1898)
- Min lille Dreng (1899)
- Historier (1902)
- Min store Pige (1904)
- Mogens Heinesen (1904)
- Jep Akelej og hans Kæreste (1905)
- Den største i Landet
- Jens Hvas (1906)
- Eventyrskrinet (1906-1907)
- Danske Dronninger uden Krone (1906-1908)

Theater
- Canta (première in 1902)
- Gerhard Ramm (première in 1906)

- Bibsys: 90228783
- Bibliothèque nationale de France: cb155410610 (data)
- Catàleg d'autoritats de noms i títols de Catalunya: 981058509562806706
- CiNii: DA10202373
- Digitale Bibliotheek voor de Nederlandse Letteren: ewal002
- Gemeinsame Normdatei: 130147001
- International Standard Name Identifier: 0000 0001 1061 7571
- Library of Congress Control Number: n80051561
- Nationale Bibliotheek van Letland: 000313546
- Bibliotheek van het Japanse parlement: 00696129
- Nationale Bibliotheek van Tsjechië: xx0003709
- Nationale bibliotheek van Australië: 35749480
- Nationale Bibliotheek van Israël: 987007506388605171
- Nationale en Universitaire bibliotheek Zagreb: 000170638
- Nederlandse Thesaurus van Auteursnamen: 073171948
- Istituto Centrale per il Catalogo Unico: SBLV070886
- LIBRIS: 185761
- SNAC: w6wb7bsf
- Système universitaire de documentation: 161137121
- Trove: 1070048
- Virtual International Authority File: 49536142
- WorldCat: E39PBJqVYXhTWhrXBp3XFJxqwC